# Fistful of Metal
Fistful of Metal – debiutancki album studyjny thrashmetalowego zespołu Anthrax wydany w styczniu 1984 roku.
W Stanach Zjednoczonych płyta wydana i dystrybuowana była przez Megaforce Records. Poza Stanami przez Music for Nations. Płyta zawiera cover zespołu Alice Cooper "I'm Eighteen".
Płyta była wyprodukowana przez Anthrax i Carla Canedyego.

## Twórcy
- Neil Turbin - śpiew
- Dan Spitz - gitara elektryczna
- Scott Ian - gitara elektryczna
- Dan Lilker - gitara basowa
- Charlie Benante - perkusja

## Lista utworów
1. "Deathrider" - 3:30 (Charlie Benante, Dan Lilker, Scott Ian Rosenfeld, Dan Spitz, Neil Turbin)
2. "Metal Thrashing Mad" - 2:39 (Benante, Lilker, Rosenfeld, Spitz, Turbin)
3. "I'm Eighteen" (cover Alice Cooper) - 4:02 (Bruce, Buxton, Cooper, Dunaway, Smith)
4. "Panic" - 3:58 (Lilker, Rosenfeld, Turbin)
5. "Subjugator" - 4:38 (Benante, Lilker, Rosenfeld, Spitz, Turbin)
6. "Soldiers of Metal" - 2:55 (Lilker, Rosenfeld, Turbin)
7. "Death from Above" - 5:00 (Rosenfeld, Spitz, Turbin)
8. "Anthrax" - 3:24 (Lilker, Rosenfeld, Turbin)
9. "Across the River" - 1:26 (Lilker, Rosenfeld)
10. "Howling Furies" - 3:55 (Lilker, Rosenfeld)